# Nico Mattan
Nico Mattan (Izegem, 17 de julio de 1971) es un exciclista belga.

## Trayectoria
Pasó a profesional en 1994 con el equipo Lotto. En 1999 fichó por el equipo Cofidis, acompañando a Frank Vandenbroucke, quienes eran amigos y compañeros en el Mapei durante los dos años anteriores. Es con este equipo con el que realizó su mejor temporada: en 2001 se impuso en los Tres días de La Panne y en el Gran Premio de Plouay. Fue el primer belga en la clasificación UCI al finalizar la temporada.
En 2000 participó en los Juegos Olímpicos de Sídney.
Más tarde conseguiría dos prólogos de la París-Niza (2001 y 2003). Su victoria en la Gante-Wevelgem de 2005 constituyó su principal título en su carrera deportiva.
Disputó su última carrera como profesional el 7 de octubre de 2007 en el Circuito Franco-Belga.

## Palmarés
1996
- 1 etapa del Tour de Valonia

2001
- 1 etapa de la París-Niza
- Tres días de La Panne, más 1 etapa
- Gran Premio de Plouay
- Giro del Piamonte

2003
- 1 etapa de la París-Niza

2004
- Tour de Frise (ex-aequo con otros 21 corredores)

2005
- Gante-Wevelgem

## Resultados en Grandes Vueltas y Campeonatos del Mundo
| Carrera              | Carrera              | 1994 | 1995 | 1996  | 1997 | 1998 | 1999 | 2000 | 2001 | 2002  | 2003 | 2004 | 2005 | 2006 | 2007 |
| -------------------- | -------------------- | ---- | ---- | ----- | ---- | ---- | ---- | ---- | ---- | ----- | ---- | ---- | ---- | ---- | ---- |
|                      | Giro de Italia       | —    | —    | —     | —    | —    | —    | —    | —    | —     | —    | —    | —    | —    | —    |
|                      | Tour de Francia      | —    | —    | 123.º | —    | —    | —    | 22.º | 98.º | 123.º | —    | —    | —    | —    | —    |
|                      | Vuelta a España      | —    | —    | —     | —    | 67.º | Ab.  | —    | —    | —     | —    | —    | —    | —    | —    |
| Mundial en Ruta      | Mundial en Ruta      | —    | Ab.  | —     | 67.º | 52.º | Ab.  | 21.º | 47.º | —     | —    | —    | —    | —    | —    |
| Mundial Contrarreloj | Mundial Contrarreloj | 18.º | 47.º | —     | —    | —    | —    | —    | 18.º | —     | —    | —    | —    | —    | —    |

―: no participa
Ab.: abandono